# (8076) Foscarini
(8076) Foscarini es un asteroide perteneciente al cinturón exterior de asteroides, descubierto el 15 de septiembre de 1985 por Henri Debehogne  desde el observatorio de La Silla.

## Designación y nombre
Designado provisionalmente como 1985 RV4. Fue nombrado por Paolo Antonio Foscarini (1565-1616) quien fue un padre carmelita, filósofo y científico italiano, cuyo intento en 1615 de publicar una carta apoyando la opinión pitagórica y copernicana sobre la naturaleza del sistema solar fue condenado por la Inquisición romana, junto con los escritos de Galileo y Copérnico.

## Características orbitales
Foscarini está situado a una distancia media del Sol de 3,207 ua, pudiendo alejarse hasta 3,772 ua y acercarse hasta 2,641 ua. Su excentricidad es 0,176 y la inclinación orbital 0,283 grados. Emplea 2097,59 días en completar una órbita alrededor del Sol.
Los próximos acercamientos a la órbita de Júpiter ocurrirán el 2 de diciembre de 2028, el 8 de enero de 2040 y el 18 de febrero de 2051.
Pertenece a la familia de asteroides de (24) Themis.

## Características físicas
La magnitud absoluta de Foscarini es 12,97. Tiene 13,343 km de diámetro y su albedo se estima en 0,069. 